# Берграсер, Вольф Хаимович
Вольф Хаимович Берграсер-Бераф (фр. Volf Bergraser-Beraf; 4 апреля 1904, Новоселица, Хотинский уезд, Бессарабская губерния — 13 ноября 1986, Тулуза) — французский шахматист еврейского происхождения. Двукратный чемпион Франции (1957, 1966). Бронзовый призёр чемпионата Франции 1971 года. В составе сборной Франции участник пяти шахматных олимпиад (1954—1964). В 1967 году принимал участие в сильном по составу международном турнире в Монте-Карло.
Добился больших успехов в игре по переписке. Трижды был чемпионом Франции (1953—1955). Дважды участвовал в заочных чемпионатах мира. В 1959 году стал международным мастером ИКЧФ. В 1981 году был удостоен звания гроссмейстера ИКЧФ.

## Биография
Родился 4 апреля (по старому стилю) 1904 года в Новоселице; родители — Хаим Берграсер-Бераф (хозяин магазина тканей) и Миндл (Минця) Берграсер-Бераф. В документах был записан как «Берграсер-Бераф», но в турнирах выступал под фамилией «Берграсер». В 1932 году получил французское гражданство. Во время Второй мировой войны служил военврачом во французской армии. Участник движения Сопротивления во Франции. Работал врачом-терапевтом в Тулузе.
Участник тринадцати чемпионатов Франции (1937—1974). Во втором личном чемпионате мира ИКЧФ (1956—1959) занял 12-е место, в четвёртом чемпионате мира ИКЧФ (1962—1965) поделил 11—12-е места.

## Спортивные результаты
| Год                       | Город                           | Соревнование                                | + | − | = | Результат | Место  |
| ------------------------- | ------------------------------- | ------------------------------------------- | - | - | - | --------- | ------ |
| 1938                      | Ницца                           | Чемпионат Франции                           | 2 | 4 | 5 | 4½ из 11  | 6—8    |
| 1954                      | Амстердам                       | XI Олимпиада (сборная Франции, 4-я доска)   | 1 | 6 | 6 | 4 из 13   |        |
| 1955                      | Бухарест                        | Матч Румыния — Франция (против Э. Кости)    | 0 | 0 | 2 | 1 из 2    |        |
| 1957                      | Бордо                           | Чемпионат Франции                           |   |   |   |           | 1      |
| 1958                      | Мюнхен                          | XIII Олимпиада (сборная Франции, 1-я доска) | 1 | 4 | 5 | 3½ из 10  |        |
| 1960                      | Лейпциг                         | XIV Олимпиада (сборная Франции, 3-я доска)  | 8 | 3 | 4 | 10 из 15  |        |
| 1962                      | Варна                           | XV Олимпиада (сборная Франции, ?-я доска)   | 6 | 4 | 4 | 8 из 14   |        |
| 1964                      | Тель-Авив                       | XVI Олимпиада (сборная Франции, ?-я доска)  | 4 | 4 | 3 | 5½ из 11  |        |
|                           | Бордо                           | Международный турнир                        | 1 | 2 | 7 | 4½ из 10  | 14—17  |
| 1966                      | Гренобль                        | Чемпионат Франции                           | 4 | 0 | 7 | 7½ из 11  | 1—2    |
| 1967                      | Монте-Карло                     | Международный турнир                        | 0 | 8 | 1 | ½ из 9    | 10     |
| 1971                      | Мериньяк                        | Чемпионат Франции                           |   |   |   |           | 3—4    |
| 1973                      | Виттель                         | Чемпионат Франции                           |   |   |   |           | [ 17 ] |
| СОРЕВНОВАНИЯ ПО ПЕРЕПИСКЕ |                                 |                                             |   |   |   |           |        |
| 1956—1958                 | 2-й чемпионат мира по переписке | 2-й чемпионат мира по переписке             | 3 | 6 | 5 | 5½ из 14  | 11—13  |
| 1962—1965                 | 4-й чемпионат мира по переписке | 4-й чемпионат мира по переписке             |   |   |   | 4½ из 12  | 11—12  |
| 1973—1975                 | 1-й командный чемпионат Европы  | 1-й командный чемпионат Европы              |   |   |   |           |        |